# آلاتسیناینی باکارو
آلاتسیناینی باکارو (به لاتین: Alatsinainy Bakaro) یک منطقهٔ مسکونی در ماداگاسکار است که در آندراماسینا واقع شده‌است. آلاتسیناینی باکارو ۲۰٬۳۷۰ نفر جمعیت دارد.